# Szántód
Szántód [sántód] je obec a letovisko v Maďarsku v župě Somogy, spadající pod okres Siófok. Szántód se nachází u břehu Balatonu a je vklíněn mezi města Balatonföldvár a Zamárdi. Nachází se 117 km jihozápadně od Budapešti. V roce 2021 zde žilo 692 obyvatel. Dle údajů z roku 2011 tvoří 89,8 % obyvatelstva Maďaři, 3 % Němci a 0,4 % Romové.
Szántód se nachází u úžiny naproti Tihaňskému poloostrovu – v této části je Balaton nejužší a nejhlubší. Je zde trajektový přístav. V místní části Szántódpuszta stojí kaple svatého Kryštofa a nachází se zde skanzen a výstava minerálů.
Samostatnou obcí je Szántód od roku 1997, předtím byl součástí blízkého města Zamárdi.